# Teoria das variedades
Teoria das variedades é a parte da topologia dedicada ao estudo das variedades.
Subdivide-se em topologia de baixa dimensão, topologia diferencial e grupos topológicos.